# كاثرين بيك
كاثرين بيك (بالإنجليزية: Kathryn Beck)‏ هي ممثلة أسترالية، ولدت في 1 مارس 1986 ببريزبان في أستراليا.

## وصلات خارجية
- كاثرين بيك على موقع IMDb (الإنجليزية)
- كاثرين بيك على موقع قاعدة بيانات الفيلم (الإنجليزية)